# Angélina Turmel
Pour les articles homonymes, voir Turmel.
Angelina Turmel est une joueuse française de basket-ball, née le 21 novembre 1996 à Angers (Maine-et-Loire). Ses parents, Eric Turmel et Corinne Debène, ont été joueurs professionnels de basketball. Sa sœur jumelle, Marina Turmel, a elle aussi pratiqué le basket pendant plusieurs années.

## Biographie
Elle commence le basket dans le club de son village, à Thouarcé (Maine-et-Loire). Elle passera ensuite par le club de Faveraye-Mâchelle (Maine-et-Loire) pour atterrir à l'UFAB. 
Après deux saisons passées à l’INSEP (à 4,7 points avec une adresse de 52,2 % à deux points et 4,5 rebonds de moyenne en 2013-2014), elle revient à son club formateur d'Angers, où elle signe pour deux saisons.
En équipe de France, elle participe en 2011 au tournoi de l'amitié avec les U15 où l'équipe fini 2e devant la Grèce et l'Italie, laissant l'Espagne occuper la 1re place. Elle dispute le championnat d'Europe U16 en 2012 (4,0 points et 3,7 rebonds)  où la France obtient la 5e  (3,7 points et 3,0 rebonds) place puis le championnat U18 en 2013 pour une médaille d'argent.

## Clubs
- 2006-2012 :  UF Angers B49
- 2012-2014 :  Centre fédéral
- 2014-2017 :  UF Angers B49
- 2017-2019:  COB Calais
- 2019-2020:  : Slavia Prague
- 2020-2022: 🇮🇹 RMB Brixia
- 2022-2023: 🇮🇹 LBS Udine
- 2023-2024: 🇮🇹 Sanga Milano
- 2024-2025: 🇩🇪 Rutronik Stars Keltern

## Palmarès
- Médaillée d'argent au Championnat d'Europe de basket-ball féminin des 18 ans et moins 2013
- Médaille d'or des Jeux de la Francophonie 2017[5]
- 🥈Médaille d’argent de la Coupe d’Allemagne 2025
- 🥇Médaille d’or du Championnat Allemand DBBL 2025